# Marie-Jeanne L'Héritier de Villandon
Marie-Jeanne L'Héritier de Villandon   (París, 12 de novembre de 1664 - París, 24 de febrer de 1734) fou una novel·lista francesa, poeta, autora de contes de fades, salonnière i editora de premsa. Tingué un paper important en la història del conte, que va posar de moda en els cercles mundans. També creà, edità i mantingué un saló literari i una revista, L'Erudition enjouée.

## Vida i obra
Filla de l'home de lletres Nicolas L'Héritier de Villandon, que després d'haver servit als mosqueters i a la guàrdia francesa esdevingué historiògraf del rei, Marie-Jeanne L'Héritier de Villandon era «una erudita d'una família d'erudits que s'envoltava de persones mundanes i precioses»: neboda de Charles Perrault i amiga de Madeleine de Scudéry, Marie-Catherine d'Aulnoy i Henriette-Julie de Murat, va pertànyer al moviment de les Précieuses. Va escriure molts bout-rimés i quatre contes de fades, Finette ou l'Adroite Princesse, Ricdin-Ricdon, la Robe de sincerité i Les Enchantements de l'Éloquence (1696), un any abans de Les Fées (1697), del seu «oncle» Charles Perrault (que era en realitat el cosí germà de la seva mare, per tant el seu cosí en tercer grau). També va ser autora de poemes, que publicà al Mercure Galant.
La seva revista L'Erudition enjouée –que tenia com a subtítol ou Nouvelles sçavantes, satiriques et galantes, écrites à une Dame Françoise, qui est à Madrid– constituí un format de periòdic en forma de carta dirigida a una dama que viu en un altre país, amb notícies literàries, obres originals o notícies. Com diu en el primer número, «us informaré de tot el que sé de notícies erudites: però com que tampoc no puc persuadir-me que seran del tot del gust de tots els vostres amables amics, com ho seran per als vostres [...]. també us hi escriuré notícies lúdiques i galants». Amb aquest format, doncs, va trobar una certa manera d'expandir el seu saló al mitjà escrit i a l'àmbit internacional.
A diferència de moltes de les seves coetànies, la vida desordenada de les quals estava oberta a la crítica, la seva moral era inexpugnable, vivint dels ingressos de la seva obra literària i de la generositat de la duquessa de Longueville (la biografia de la qual va escriure) i la duquessa d'Épernon (a qui va dedicar el seu conte Les Enchantements de l'éloquence, a les Œuvres meslées, la seva primera obra, datada de 1695). Madeleine de Scudéry, que, com ella, no s'havia casat mai, li va fer de mentora i li va llegar, al 1701, el seu saló literari on, malgrat els seus limitats mitjans, tothom acudia. Cap al final de la vida, L'Héritier va traduir les epístoles heroiques d'Ovidi el 1728.

## Els seus contes de fades
Tot i que és una precursora en el gènere del conte de fades, ella, a diferència d'algunes de les seves contemporànies, en va fer un tractament molt personal. Les seves històries no succeeixen en terres llunyanes, sinó en indrets i fins i tot moments molt reals, com per exemple la Primera Croada (1095-1099), en el cas del conte "La princesa discreta". Presenta una imatge de la vida cortesana molt negativa per a les dones –que no hi apareixen ajudades per fades, precisament–, com va ser per a Madame de Murat (a qui L'Heritier dedica els seus contes), que va ser desterrada pel fet d'haver escrit sàtires polítiques. I així, defensa sempre l'educació de les dones

## Reconeixements
Després d'haver rebut el triple premi dels Lanternistes de Tolosa i el premi de l'Académie des Palinods de Caen, fou rebuda a l'Académie des Jeux florals de Tolosa el 1696 i a l'Académie des Ricovrati de Pàdua el 1697. A la seva mort, el Journal des sçavans li va dedicar una necrològica de sis pàgines, distinció que normalment es reservava a intel·lectuals masculins de renom, i esmenta que havia rebut el sobrenom de Télésille, mentre que Madeleine de Scudéry portava el de Sapho.

## Obres

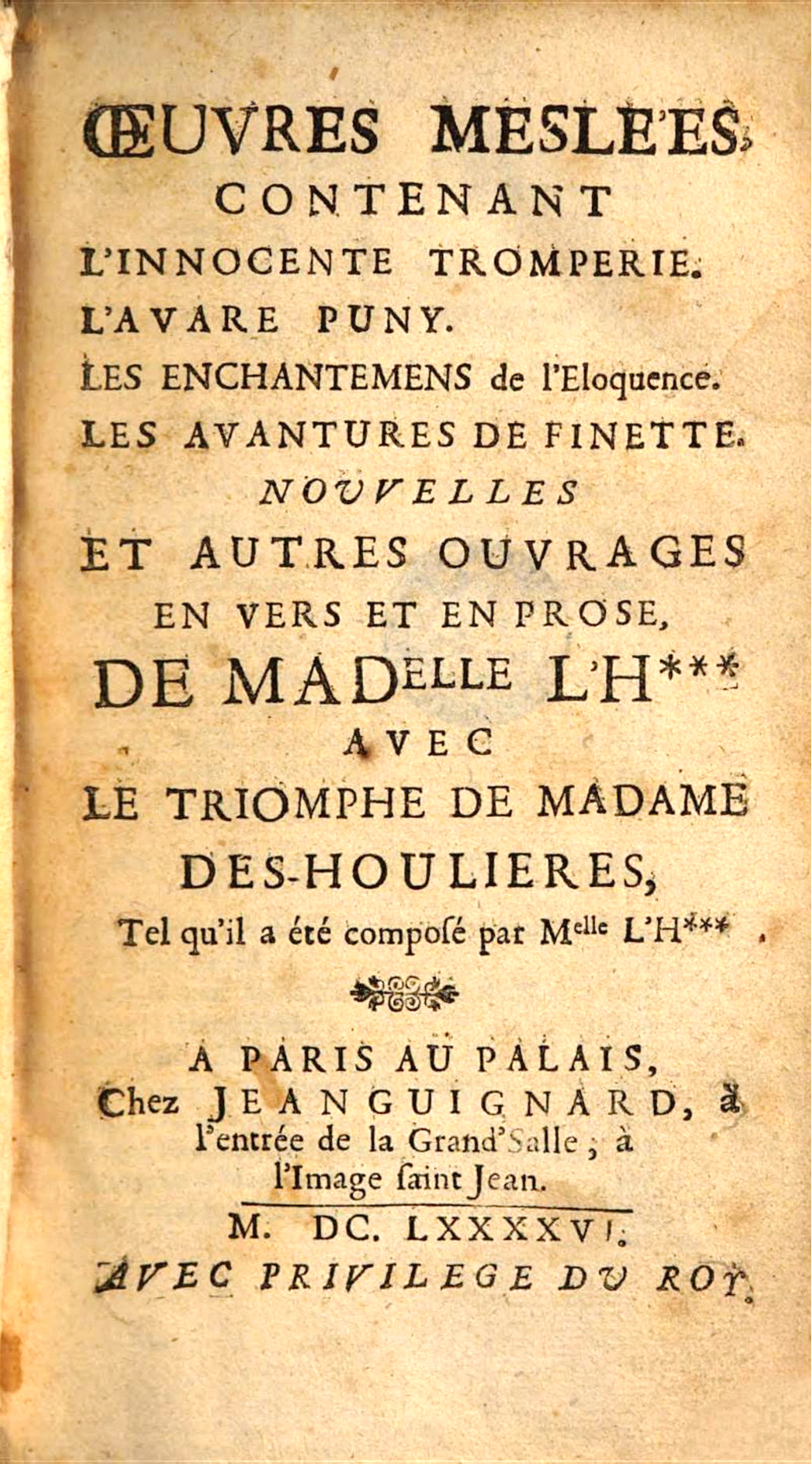
Portada de la primera edició de les Œuvres Meslees (1696).

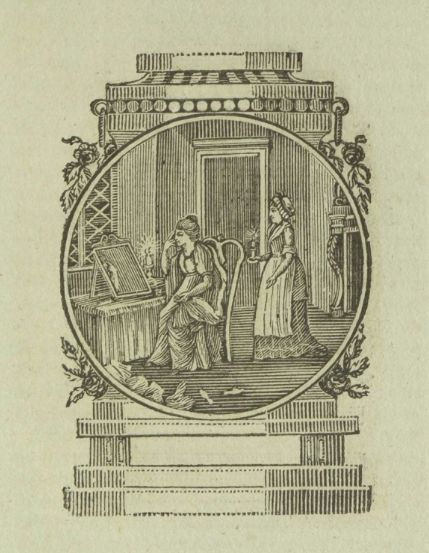
Gravat de la portada de La discreta princesa, col·lecció de la Biblioteca Pública de Toronto.

- Œuvres meslées (en francès). Jean Guignard, 1695, p. 420. OCLC 703274324.
- La Tour ténébreuse et les jours lumineux (en francès). Jacques Desbordes, 1706, p. 192..
- Les Caprices du destin (en francès). Pierre-Michel Huart, 1718..

## Traduccions
- Les Épîtres héroïques d'Ovide, traduites en vers françois, París, Brunet fils, 1732.